# Varste (Blender)
Varste ist ein Ortsteil der Gemeinde Blender in der niedersächsischen Samtgemeinde Thedinghausen im Landkreis Verden. 
Der Ort liegt südöstlich des Kernortes Blender an der am nordöstlichen Ortsrand verlaufenden Landesstraße L 203. Am östlichen Ortsrand fließt die Blender Emte und östlich die Weser. Nordwestlich erstreckt sich das 6,3 ha große Naturschutzgebiet Blender See.

## Sehenswürdigkeiten
- In der Liste der Baudenkmale in Blender (Landkreis Verden) sind für Varste sieben Baudenkmale aufgeführt.